# Phyxioschema raddei
Espèce
Synonymes
- Ischnothele strandi Spassky, 1937
- Afghanothele lindbergi Roewer, 1960
- Afghanothele striatipes Roewer, 1960

Phyxioschema raddei est une espèce d'araignées mygalomorphes de la famille des Euagridae.

## Distribution
Cette espèce se rencontre au Turkménistan, en Iran, en Afghanistan, au Tadjikistan, en Ouzbékistan et au Kazakhstan.

## Description
La femelle holotype mesure 11 mm.
Les mâles mesurent de 6,7 à 15,1 mm et les femelles jusqu'à 21,1 mm.

## Étymologie
Cette espèce est nommée en l'honneur de Gustav Radde.

## Publication originale
- Simon, 1889 : Arachnidae transcaspicae ab ill. Dr. G. Radde, Dr. A. Walter et A. Conchin inventae (annis 1886-1887). Verhandlungen der kaiserlich-königlichen zoologisch-botanischen Gesellschaft in Wien, vol. 39, p. 373-386 (texte intégral).